# Винний коктейль
Винний коктейль — змішаний напій, подібний до справжнього коктейлю. Готують переважно з вина (в тому числі шампанського та просекко) з додаванням міцного алкоголю чи безалкогольних додатків.
Відмінністю між винним коктейлем та коктейлем з вином є пропорції різних спиртних напоїв, що входять до їх складу. У виному коктейлі винний продукт є основним спиртним складником за об'ємом, порівняно з міцним алкоголем чи безалкогольним складником.

## Перелік винних коктейлів

### З суміші декількох вин
Вказані нижче напої технічно не є коктейлями, хіба якщо вино є другорядним за об'ємом складником поруч з міцним алкоголем, оскільки вино є ферментованим напоєм, а не дистильованим.
- Айгуа де Валенсія (Agua de Valencia)
- Чорний оксамит (Black Velvet)
- Смерть пополудні (Death in the Afternoon)
- Фліртіні (Flirtini)
- Принц Уельський (Prince of Wales)
- Сангрія (Sangria)
- Глінтвейн (Mulled wine)
- Вайн кулер (Wine cooler)
- Диктатор з одним яйцем (One-Balled Dictator) — 5 часток німецького Лібфраумільх, 1 частка французького шампанського, швидко інстенсивно розтрясти, налити в олдфешн склянку з одним корицевим льодяником. В результаті виходить дуже білий напій, якому надали символізму британські ветерани другої світової через текст грубої пісні «Гітлер мав лиш одне яйце» (англ. Hitler Has Only Got One Ball).

### Ігристі винні коктейлі
- Белліні (Bellini)

#### З шампанського
- Бакс Фіз (Buck's Fizz)
- Мімоза (Mimosa)
- Кір Роял (Kir Royal)
- Шампань (Ruby Dutchess)
- Чикаго (Chicago Cocktail)
- Французький 75 (French 75)
- Золотий дуплет (Golden Doublet)
- Савойська інтрижка (Savoy Affair)

### З червоного вина
- Калімочо, або Ріоха Лібре (Calimocho / Kalimotxo, Rioja Libre)
- Тінто де верано (Tinto de Verano)
- Цурракапоте (Zurracapote)

#### З портвейну
- Чікі Вімто (Cheeky Vimto)

### З білого вина
- Кір (Kir)
- Спритцер, або Шорле (Spritzer)
- Рокімаунтен Рейлвей (Rockymountain Railway) — 1 частка томатного соку, 1 частка лимонного газованого напою, 1 частка білого вина.